# TDI
TDI (akronim za Turbocharged Direct Injection) je dizelski motor, ki uporablja turbopolnilnik in direktni vbrizg goriva.TDI je registrirana blagovna znamka skupine Volkswagen in se uporablja na znamkah te skupine, kot so Volkswagen, Audi, Škoda in SEAT. Sicer tudi drugi proizvajalci avtomobilov proizvajajo dizelske motorje s turbopolnilnikom in direktnim vbrizgom. 
Nekateti TDI motorji tudi uporabljajo vmesni hladilnik (intercooler) za boljše sposobnosti. TDI motorji se uporabljajo tudi na dirkalnih avtomobilih in čolnih.